# キイロアナコンダ
キイロアナコンダ (Eunectes notaeus) は、ボア科アナコンダ属に分類されるヘビ。
特定動物かどうかが議論されることがあるがたとえば他種ではクサリヘビ科全種やヤマカガシ属全種などとかかれているがアナコンダは「アナコンダ」と書いてある以上、アナコンダ属が対象ではなく、また一般にアナコンダといった場合オオアナコンダを指すのであくまでもオオアナコンダが特定動物でありキイロアナコンダは特定動物ではない。

## 分布
ボリビア東部、ブラジル南部、パラグアイ、アルゼンチン北東部(コリエンテス州、チャコ州、フォルモサ州、エントレ・リオス州、ミシオネス州、サンタフェ州)。模式産地はパラグアイ川流域。

## 亜種
亜種はない。

## 形態
オオアナコンダと比較され、小さいというイメージが強いがそれでも平均で300-370cm、最大450ｃｍになる大型種である。体色は黄色で、黒く長い斑紋がびっしりと入る。オスよりもメスのほうが大きくなる。

## 生態
沼や川、湿地帯などの水辺に生息する。
水棲傾向はオオアナコンダほど強くはないが水には良くはいる。
食性は動物食で魚類、両生類、爬虫類、鳥類、小型哺乳類等を食べ、魚の死肉も食べる。他のボア類と比べて、やや大きめの餌を食べる傾向がある。捕食は乾季の6月から11月にかけて多くなる。狩りは待ち伏せと追いかけを巧妙に使い分けて行う。